# Wetzikon
Wetzikon is een gemeente en plaats in het Zwitserse kanton Zürich, en maakt deel uit van het district Hinwil.
Wetzikon telt 22.600 inwoners.

## Geboren
- Brigitte Häberli-Koller (1958), politica
- Beat Wabel (1967), veldrijder, wielrenner en mountainbiker